# Шуленберг им Оберхарц
Шуленберг им Оберхарц (њем. Schulenberg im Oberharz) општина је у њемачкој савезној држави Доња Саксонија. Једно је од 15 општинских средишта округа Гослар. Према процјени из 2010. у општини је живјело 297 становника. Посједује регионалну шифру (AGS) 3153011.

## Географски и демографски подаци
Шуленберг им Оберхарц се налази у савезној држави Доња Саксонија у округу Гослар. Општина се налази на надморској висини од 490 метара. Површина општине износи 1,8 km². У самом мјесту је, према процјени из 2010. године, живјело 297 становника. Просјечна густина становништва износи 170 становника/km².